# Muscicapinae
Sous-famille
Les Muscicapinae (ou muscicapinés en français) sont une sous-famille d'oiseaux de la famille des Muscicapidae.

## Liste des genres
Selon BioLib (6 décembre 2020) :
- genre Agricola Bonaparte, 1854
- genre Bradornis Smith, 1847
- genre Cyanoptila Blyth, 1847
- genre Cyornis Blyth, 1843
- genre Eumyias Cabanis, 1850
- genre Ficedula Brisson, 1760
- genre Fraseria Bonaparte, 1854
- genre Humblotia Milne-Edwards & Oustalet, 1885
- genre Kittacincla Gould, 1836
- genre Melaenornis Gray, 1840
- genre Muscicapa Brisson, 1760
- genre Muscicapella Bianchi, 1907
- genre Niltava Hodgson, 1837
- genre Rhinomyias Sharpe, 1879
- genre Sigelus Cabanis, 1850